# Przemysław Płacheta
Przemysław Płacheta (Łowicz, 23 marzo 1998) è un calciatore polacco, centrocampista dell'Oxford Utd.

## Caratteristiche tecniche
Mancino di piede, Płacheta viene impiegato principalmente come ala sinistra, ma può giocare anche a destra o come terzino in una difesa a quattro.

## Carriera

### Club

#### Settore giovanile fra Polonia e Germania
Nato a Łowicz, Płacheta muove i primi passi come calciatore nel Pelikan, la squadra della sua città, prima di passare nel 2010 all'ŁKS Łódz, dove resta due anni. Successivamente passa prima al SMS Łódź, e in seguito al Polonia Varsavia, con il quale raggiunge le semifinali del campionato Under-19 polacco. Il 26 agosto 2015 passa per 25.000 euro al Lipsia, per il quale gioca nella formazione giovanile per due anni.

#### Il debutto fra i professionisti
Il 1 luglio 2017 passa a titolo definitivo al Großaspach, militante nella terza divisione tedesca. Nel corso del girone d'andata, tuttavia, disputa soltanto due gare per un totale di 32' di gioco, e per questa ragione il 10 gennaio 2018 viene ceduto al Pogon Siedlce, sancendo pertanto il suo ritorno in Polonia dopo due anni e mezzo. In I Liga, la seconda divisione polacca, realizza le sue prime reti da professionista, nella vittoriosa trasferta contro il Ruch Chorzów, dove il Pogon vince 0-6 con una doppiatta di Płacheta.
Nella stagione 2018-2019 passa al Podbeskidzie Bielsko-Biala, con il quale realizza sei reti in ventitré gare.

#### L'esplosione e il passaggio in Inghilterra
Il 1º luglio 2019 viene acquistato per 150.000 euro dallo Slask Wroclaw. Con la squadra di Breslavia esordisce in Ekstraklasa, realizzando il 24 agosto il suo primo gol nella massima competizione polacca.
Al termine di una stagione giocata interamente da titolare, e conclusa al quinto posto, il 22 luglio 2020 il Norwich City annuncia di averlo acquistato alla cifra di 3 milioni di euro.

### Nazionale
Dopo avere rappresentato le selezioni giovanili polacche, nel novembre 2020 riceve le sue prima convocazione in nazionale maggiore, con cui debutta l'11 del mese stesso in amichevole contro l'Ucraina. Il 17 maggio 2021 viene convocato per gli europei.

## Statistiche

### Cronologia presenze e reti in nazionale
| Cronologia completa delle presenze e delle reti in nazionale ― Polonia | Cronologia completa delle presenze e delle reti in nazionale ― Polonia | Cronologia completa delle presenze e delle reti in nazionale ― Polonia | Cronologia completa delle presenze e delle reti in nazionale ― Polonia | Cronologia completa delle presenze e delle reti in nazionale ― Polonia | Cronologia completa delle presenze e delle reti in nazionale ― Polonia | Cronologia completa delle presenze e delle reti in nazionale ― Polonia | Cronologia completa delle presenze e delle reti in nazionale ― Polonia |
| Data                                                                   | Città                                                                  | In casa                                                                | Risultato                                                              | Ospiti                                                                 | Competizione                                                           | Reti                                                                   | Note                                                                   |
| ---------------------------------------------------------------------- | ---------------------------------------------------------------------- | ---------------------------------------------------------------------- | ---------------------------------------------------------------------- | ---------------------------------------------------------------------- | ---------------------------------------------------------------------- | ---------------------------------------------------------------------- | ---------------------------------------------------------------------- |
| 11-11-2020                                                             | Chorzów                                                                | Polonia                                                                | 2 – 0                                                                  | Ucraina                                                                | Amichevole                                                             | -                                                                      | 83’                                                                    |
| 18-11-2020                                                             | Chorzów                                                                | Polonia                                                                | 1 – 2                                                                  | Paesi Bassi                                                            | UEFA Nations League 2020-2021 - 1º turno                               | -                                                                      | 75’                                                                    |
| 28-3-2021                                                              | Varsavia                                                               | Polonia                                                                | 3 – 0                                                                  | Andorra                                                                | Qual. Mondiali 2022                                                    | -                                                                      | 60’                                                                    |
| 8-6-2021                                                               | Poznań                                                                 | Polonia                                                                | 2 – 2                                                                  | Islanda                                                                | Amichevole                                                             | -                                                                      | 64’                                                                    |
| 23-6-2021                                                              | San Pietroburgo                                                        | Svezia                                                                 | 3 – 2                                                                  | Polonia                                                                | Euro 2020 - 1º turno                                                   | -                                                                      | 78’                                                                    |
| 9-10-2021                                                              | Varsavia                                                               | Polonia                                                                | 5 – 0                                                                  | San Marino                                                             | Qual. Mondiali 2022                                                    | -                                                                      |                                                                        |
| 15-11-2021                                                             | Varsavia                                                               | Polonia                                                                | 1 – 2                                                                  | Ungheria                                                               | Qual. Mondiali 2022                                                    | -                                                                      | 83’                                                                    |
| Totale                                                                 |                                                                        | Presenze                                                               | 7                                                                      |                                                                        | Reti                                                                   | 0                                                                      |                                                                        |

| Cronologia completa delle presenze e delle reti in nazionale ― Polonia under 21 | Cronologia completa delle presenze e delle reti in nazionale ― Polonia under 21 | Cronologia completa delle presenze e delle reti in nazionale ― Polonia under 21 | Cronologia completa delle presenze e delle reti in nazionale ― Polonia under 21 | Cronologia completa delle presenze e delle reti in nazionale ― Polonia under 21 | Cronologia completa delle presenze e delle reti in nazionale ― Polonia under 21 | Cronologia completa delle presenze e delle reti in nazionale ― Polonia under 21 | Cronologia completa delle presenze e delle reti in nazionale ― Polonia under 21 |
| Data                                                                            | Città                                                                           | In casa                                                                         | Risultato                                                                       | Ospiti                                                                          | Competizione                                                                    | Reti                                                                            | Note                                                                            |
| ------------------------------------------------------------------------------- | ------------------------------------------------------------------------------- | ------------------------------------------------------------------------------- | ------------------------------------------------------------------------------- | ------------------------------------------------------------------------------- | ------------------------------------------------------------------------------- | ------------------------------------------------------------------------------- | ------------------------------------------------------------------------------- |
| 22-6-2019                                                                       | Bologna                                                                         | Spagna under 21                                                                 | 5 – 0                                                                           | Polonia under 21                                                                | Europeo Under-21 2019 - 1º turno                                                | -                                                                               | 71’                                                                             |
| 10-9-2019                                                                       | Białystok                                                                       | Polonia under 21                                                                | 4 – 0                                                                           | Estonia under 21                                                                | Qual. Europeo Under-21 2021                                                     | 1                                                                               | 87’                                                                             |
| 11-10-2019                                                                      | Ekaterinburg                                                                    | Russia under 21                                                                 | 2 – 2                                                                           | Polonia under 21                                                                | Qual. Europeo Under-21 2021                                                     | -                                                                               | 75’                                                                             |
| 15-10-2019                                                                      | Łódź                                                                            | Polonia under 21                                                                | 1 – 0                                                                           | Serbia under 21                                                                 | Qual. Europeo Under-21 2021                                                     | -                                                                               | 74’                                                                             |
| 15-11-2019                                                                      | Sofia                                                                           | Bulgaria under 21                                                               | 3 – 0                                                                           | Polonia under 21                                                                | Qual. Europeo Under-21 2021                                                     | -                                                                               | 46’                                                                             |
| 18-11-2019                                                                      | Podgorica                                                                       | Montenegro under 21                                                             | 1 – 0                                                                           | Polonia under 21                                                                | Amichevole                                                                      | -                                                                               | 45’                                                                             |
| 4-9-2020                                                                        | Pärnu                                                                           | Estonia under 21                                                                | 0 – 6                                                                           | Polonia under 21                                                                | Qual. Europeo Under-21 2021                                                     | -                                                                               | 68’                                                                             |
| 8-9-2020                                                                        | Łódź                                                                            | Polonia under 21                                                                | 1 – 0                                                                           | Russia under 21                                                                 | Qual. Europeo Under-21 2021                                                     | -                                                                               | 74’                                                                             |
| Totale                                                                          |                                                                                 | Presenze                                                                        | 8                                                                               |                                                                                 | Reti                                                                            | 1                                                                               |                                                                                 |

## Palmarès

### Club

#### Competizioni nazionali
- Campionato inglese di seconda divisione: 1

Norwich City: 2020-2021